# John Stafford
John Stafford (Londres, 1893 – Londres, 30 de janeiro de 1967) foi um produtor e cineasta britânico.

## Filmografia selecionada
Produtor
- Where Is This Lady? (1932)
- No Funny Business (1933)
- There Goes Susie (1934)
- Admirals All (1935)
- Ball at Savoy (1936)
- Beloved Imposter (1936)
- Wings Over Africa (1936)
- Second Bureau (1936)
- The Golden Madonna (1949)
- Call of the Blood (1949)
- The Woman with No Name (1950)
- The Planter's Wife (1952)
- The Stranger's Hand (1954))
- Loser Takes All (1956)
- Across the Bridge (1957)

Diretor
- The Inseparables (1929)